# Syncarpha lepidopodium
Syncarpha lepidopodium là một loài thực vật có hoa trong họ Cúc. Loài này được (Bolus) B.Nord. miêu tả khoa học đầu tiên năm 1989.